# Reforço
Reforço ou estímulo reforçador, para o behaviorismo, é a consequência de um comportamento que o torna mais provável. O reforço poderá ser positivo (através do acréscimo de um estímulo) ou negativo (através da retirada de um estímulo).

## Tipos de reforço
Os reforços são divididos em dois tipos: reforço positivo e reforço negativo.
Um reforço positivo aumenta a probabilidade de um comportamento pela presença (positividade) de uma recompensa por (estímulo psicológico e/ou fisiológico). Um reforço negativo também aumenta a probabilidade de um comportamento pela ausência (retirada) de um estimulo aversivo (que cause desprazer) após o organismo apresentar o comportamento pretendido.
O que difere um reforço positivo de um reforço negativo é que o primeiro consiste em inserir um estímulo reforçador no ambiente e o segundo consiste em retirar um estímulo aversivo. Por exemplo, o comportamento de estudar bastante é reforçado pelo estímulo reforçador de se receber uma boa nota, de modo que a boa nota é um reforço positivo. Por outro lado, desligar o telefone durante uma conversa desagradável retirará do ambiente um estímulo aversivo, que é a conversa, de modo que terminar a conversa desagradável é um reforço negativo.

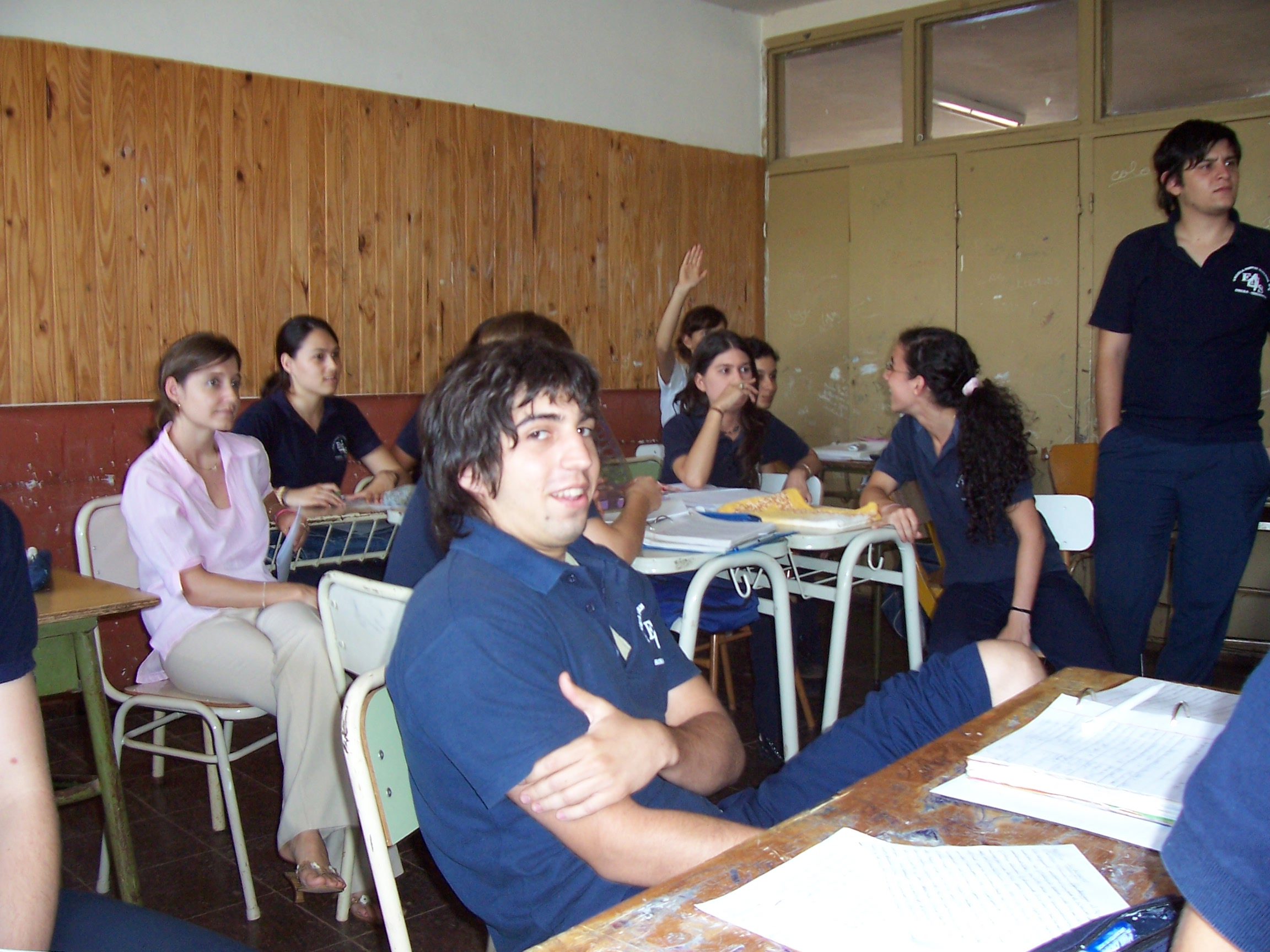
Sala de aula em Oberá, na Argentina: uma boa nota escolar é um reforço positivo para o comportamento de se estudar bastante

## Reforço e punição

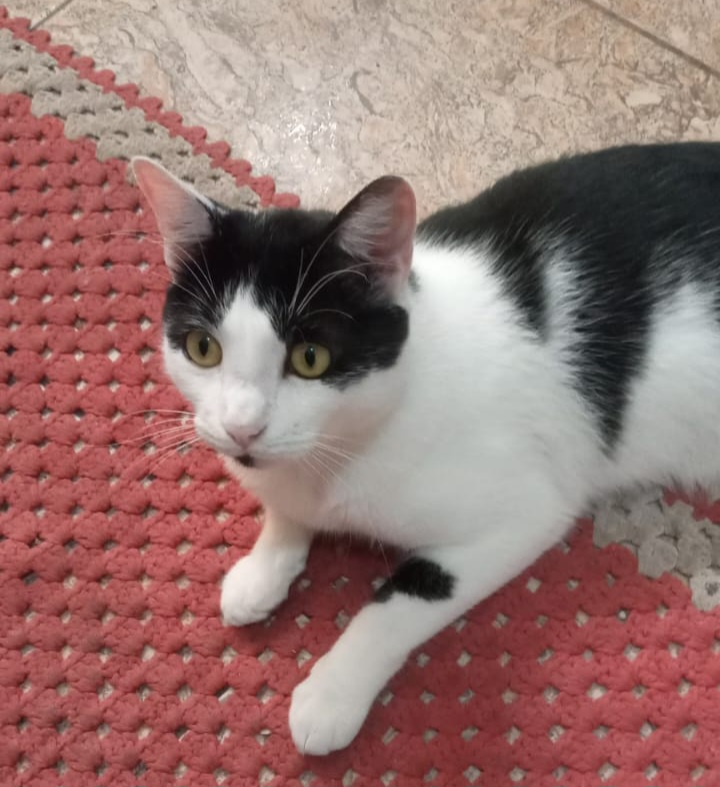
Gato sentado no chão: animais podem se beneficiar do reforço positivo ou negativo para o aprimoramento de determinados comportamentos

É muito comum a confusão entre reforço negativo e punição. É válido enfatizar que reforço negativo, ao contrário do que o nome pode sugerir, não é um estímulo que reduza a frequência do comportamento, isto é, um estímulo aversivo; reforço negativo é um estímulo que aumenta a frequência do comportamento que consiste em retirar um estímulo aversivo do ambiente.
Reforço ou reforçamento não é recompensa.
A punição, por sua vez, é um estímulo aversivo que reduz a probabilidade do comportamento. A punição pode ser, também, positiva (caso em que consiste em se inserir no ambiente um estímulo aversivo, como, por exemplo, um puxão de orelha) ou negativa (caso em que consiste na retirada de um estímulo reforçador do ambiente, como na proibição que uma criança receba de assistir televisão).
Ou seja, os termos positivo e negativo, nesse caso, não indicam que o reforçamento ou punição seria boa ou ruim. Eles simplesmente referem-se à retirada ou à introdução de estímulos que podem aumentar ou diminuir a frequência de um dado comportamento. Quando o estímulo é introduzido em um reforço ou punição dizemos que é positivo e quando é retirado, dizemos que é negativo.

## Diminuição de frequência do comportamento
Reforços não apenas aumentam a probabilidade de incidência no comportamento como também são utilizados para que um determinado comportamento deixe de acontecer, estimulando a não-incidência deste. Outra ferramenta comportamental para diminuição de frequência de um determinado comportamento é a punição positiva, pela qual se insere algo aversivo no ambiente, ou também a punição negativa, pela qual se retira algo reforçador do ambiente, e também a extinção, que é a retirada total do estímulo ao comportamento do ambiente.